# خوشحال (فیلم ۲۰۰۶)
«خوشحال» (انگلیسی: Happy) فیلمی در ژانر کمدی رمانتیک و کمدی-درام است که در سال ۲۰۰۶ منتشر شد.